# Adjectif démonstratif en français
En grammaire française, un adjectif démonstratif (ou déterminant démonstratif) est une sous-catégorie de déterminant défini, ajoutant à l'actualisation du nom noyau, une idée de monstration. Il sert donc à indiquer le représenté du syntagme (la personne, l'animal ou la chose dont on parle) :
Cette fleur est une rose.
Dans la catégorie des pronoms, le correspondant de l'adjectif démonstratif est le pronom démonstratif.

## Morphologie
On distingue les formes simples et les formes renforcées.

### Formes simples
Les formes simples de l'adjectif démonstratif sont, au singulier : « ce » (masculin) et « cette » (féminin) ; au pluriel : « ces » (forme épicène, c'est-à-dire valable pour les deux genres) :
- Le démonstratif « ce » devient « cet » devant un mot commençant par une voyelle (à l'exception du "y") ou un "h" muet :
  - Cet immense jardin. Cet arbre. Cet homme.

### Formes renforcées
On peut ajouter la particule adverbiale « -ci » ou « -là » (pour « que voici » et « que voilà »), afin de renforcer les formes simples. Ces particules se placent à la fin du noyau :
- Cette rose-ci est plus délicate que cette rose-là.

- Les formes renforcées de l'adjectif démonstratif permettent théoriquement de distinguer un objet proche (« -ci »), d'un objet éloigné (« -là »), dans l'espace ou dans le temps :
  - Ces jours-ci, il fait plus frais. En ce temps-là, la vie était différente.

- Cependant, dans la pratique, les formes renforcées permettent surtout de distinguer deux objets de manière symétrique :
  - Préfères-tu ces verres-ci ou ces verres-là ?

- De nos jours, les formes en « -là » sont d'un emploi plus courant que les formes en « -ci », considérées comme appartenant plutôt au registre soutenu.

- Si le français ne dispose que de deux degrés d'éloignement, l'espagnol par exemple en a trois (este / ese / aquel), et d'autres langues davantage encore : ainsi le malgache en distingue six.

## Syntaxe
Comme tout déterminant, l'adjectif démonstratif a pour fonction syntaxique essentielle d'actualiser (de déterminer) le syntagme qu'il précède. Cependant, son rôle n'est pas exactement le même selon qu'il est employé à l'oral ou bien à l'écrit.

### À l'oral (français)
Dans la communication orale, l'adjectif démonstratif est un embrayeur (plus précisément, un déictique), c'est-à-dire un outil permettant, grâce à un geste d'accompagnement (un regard, une mimique…), de parfaitement identifier le référent (le nom noyau est donc dans ce cas un représentant référentiel) :
- Voyez cette hirondelle qui plane au-dessus du clocher.

- L'adjectif démonstratif peut également avoir une connotation péjorative :
  - Qui c'est cette femme ?

### À l'écrit
Dans la communication écrite, l'adjectif démonstratif transforme le nom noyau en représentant textuel permettant d'identifier ce dont on vient de parler (anaphore) ou dont on s'apprête à parler (cataphore) :
- À la fête de l'école, j'ai eu l'occasion de rencontrer l'instituteur de Benjamin, mon petit dernier. Cet enseignant m'a demandé si je pouvais m'occuper du club photo de l'association.
  - Le syntagme nominal « Cet enseignant », représentant textuel, est une anaphore du syntagme « l'instituteur de Benjamin ».